# Krishnan Sasikiran
Dans ce nom indien, Krishnan est le nom du père et Sasikiran est le nom personnel.
Krishnan Sasikiran (né le 7 janvier 1981 à Chennai en Inde) est un joueur d'échecs indien, grand maître international depuis 2000.
Au 1er août 2014, il est le 78e joueur mondial et le 3e joueur indien, avec un classement Elo de 2 669 points. Son record est de 2 720 points au 1er mai 2012.

## Biographie et carrière

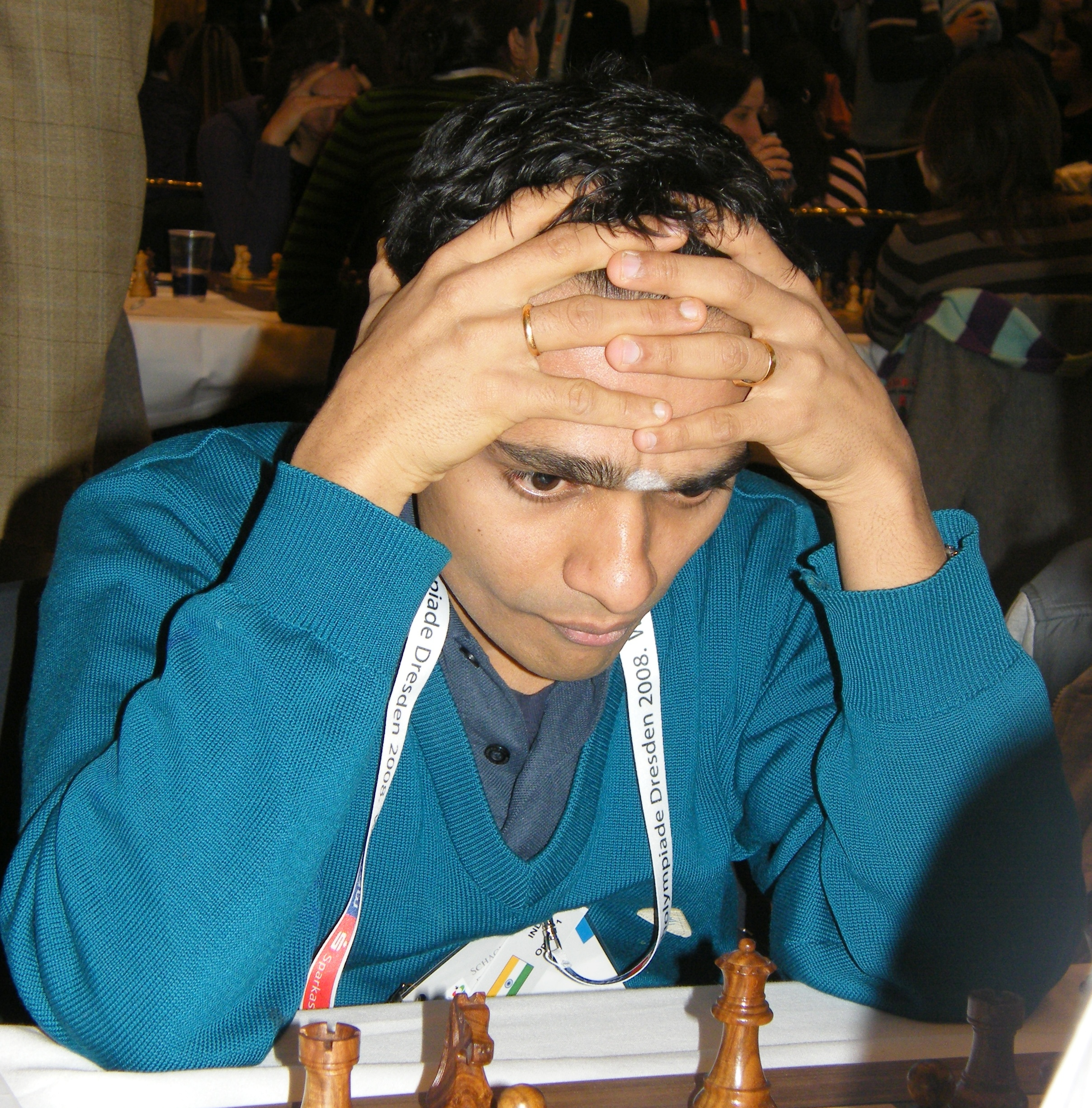
Krishnan Sasikiran en 2008 à Dresde

Sasikiran, surnommé Sasi, remporta le tournoi de Hastings en 2001, le championnat individuel d'Asie en 2003 ainsi que la Politiken Cup de Copenhague la même année. Vainqueur du Tournoi d'échecs Sigeman & Co de Malmö en 2005, il remporta le 1er trophée universitaire de La Roche-sur-Yon et une médaille d'or aux jeux asiatiques en 2006. En janvier 2007, il atteignit le 21e rang mondial et était le deuxième joueur indien (après Viswanathan Anand) à atteindre un classement Elo de 2 700 points.
En janvier 2008, son classement Elo à 2 677 points le plaçait au 39e rang mondial et au deuxième rang indien derrière Viswanathan Anand et devant Pentala Harikrishna. 
Il est un des secondants de Viswanathan Anand au championnat du monde d'échecs 2013 lors du match qui l'oppose à Magnus Carlsen.
En 2017, il remporte le mémorial Capablanca à Cuba avec 6,5 points sur 10.

### Championnats du monde et coupes du monde
| Année | Lieu                             | Résultat                            | Ultime adversaire     | Adversaires battus                                     |
| ----- | -------------------------------- | ----------------------------------- | --------------------- | ------------------------------------------------------ |
| 2000  | New Delhi                        | deuxième tour                       | Loek van Wely         | Amon Simutowe                                          |
| 2001  | Moscou                           | deuxième tour                       | Aleksandr Morozevitch | Viatcheslav Eingorn                                    |
| 2004  | Tripoli                          | premier tour                        | Leonid Kritz          |                                                        |
| 2005  | Khanty-Mansiïsk (coupe du monde) | deuxième tour                       | Sergueï Roublevski    | Alekseï Iliouchine                                     |
| 2007  | Khanty-Mansiïsk (coupe du monde) | quatrième tour (huitième de finale) | Ruslan Ponomariov     | Siarheï Jyhalka, Vadim Zviaguintsev Bartłomiej Macieja |
| 2009  | Khanty-Mansiïsk (coupe du monde) | deuxième tour                       | Étienne Bacrot        | Erwin l'Ami                                            |
| 2013  | Tromsø                           | deuxième tour                       | Sergueï Kariakine     | Constantin Lupulescu                                   |

### Olympiades
Sasikiran est membre de la sélection indienne et a participé à toutes les Olympiades d'échecs depuis 1998 (avec une 6e place obtenue en 2004).
En 2014 il participe à l'Olympiade d'échecs de 2014 à Tromsø dans l'équipe représentant l'Inde qui termine 3e. Il y gagne la médaille d'argent du troisième échiquier.